# Заболотное (Калужская область)
Заболотное — деревня в Малоярославецком муниципальном районе Калужской области в составе сельского поселения «Деревня Шумятино». Высота центра селения над уровнем моря — 140 м. На 2013 год общая площадь населённого пункта составляла 0,122 км².

## Население
| 2002 | 2010 |
| ---- | ---- |
| 30   | ↘24  |

### Гендерный состав
По данным Всероссийской переписи населения 2010 года в гендерной структуре населения мужчины составляли 41,7 % женщины — соответственно 58,3 %.